# Catargynnis argyritis
Catargynnis argyritis är en fjärilsart som beskrevs av Otto Thieme 1906. Catargynnis argyritis ingår i släktet Catargynnis och familjen praktfjärilar. Inga underarter finns listade i Catalogue of Life.